# ميشيل مكدونالد
ميشيل مكدونالد (بالإنجليزية: Michele McDonald)‏ هي متسابقة ملكة الجمال وعارضة أمريكية، ولدت في 26 يونيو 1953 في واشنطن العاصمة في الولايات المتحدة.